# Виниченко, Пётр Дмитриевич
Пётр Дмитриевич Виниче́нко (1911—1943) — участник Великой Отечественной войны, командир миномётной роты 858-го стрелкового полка (283-я стрелковая дивизия, 3-я армия, Белорусский фронт), старший лейтенант. Герой Советского Союза.

## Биография
Родился 3 июля 1911 года в с. Мартыновка (ныне — Суджанского района Курской области) в семье крестьянина. Русский.
Окончил 5 классов, работал в местном колхозе.
Участник Великой Отечественной войны с 23 июня 1941 г. После окончания курсов начсостава 10 сентября 1941 г. направлен на фронт. Участник Гомельско-Речицкой наступательной операции.
Участвуя во вспомогательном ударе 3-й армии в направлении Хлебно-Быхов с целью отвлечь на себя силы противника от основного наступления на Гомель, командир миномётной роты 858-го стрелкового полка старший лейтенант Пётр Виниченко в бою 22 ноября 1943 года в районе деревень Тереховка и Лебедевка (Славгородский район Могилёвской области Белорусской ССР) умело организовал разведку, уничтожил одну батарею противника и три станковых пулемета, что помогло нашим подразделениям занять села. Фашисты понесли большие потери в живой силе и технике. Было захвачено 15 автомашин, два 150-миллиметровых орудия, три танка.
25 ноября в районе деревни Селец (Быховский район Могилёвской области) с группой воинов организовал засаду на шоссе Могилёв—Гомель, разгромил колонну противника, уничтожив свыше 40 фашистов, захватив 330 винтовок, 15 автомашин с продовольствием, боеприпасами и другим военным имуществом.
После схватки на шоссе Виниченко поспешил на западную окраину села, где огнём миномётов оказал помощь пехоте. Когда закончились мины и боеприпасы, Пётр Дмитриевич повёл бойцов-минометчиков в рукопашную схватку, в результате чего село было освобождено и уничтожено около сотни вражеских солдат и офицеров. В этом бою старший лейтенант был смертельно ранен.
В результате неожиданного вспомогательного удара 3-й армии Гомельско-Речицкой наступательной операции и героизму таких воинов, как старший лейтенант Пётр Дмитриевич Виниченко, 26 ноября 1943 года был освобождён город Гомель и полностью отрезано снабжение между вражескими армиями «Центр» и «Юг».
П. Д. Виниченко был похоронен на окраине деревни Селец (Селец-Холопеев) Быховского района Могилёвской области в братской могиле. Не так давно на этом месте ему установлен отдельный памятник.

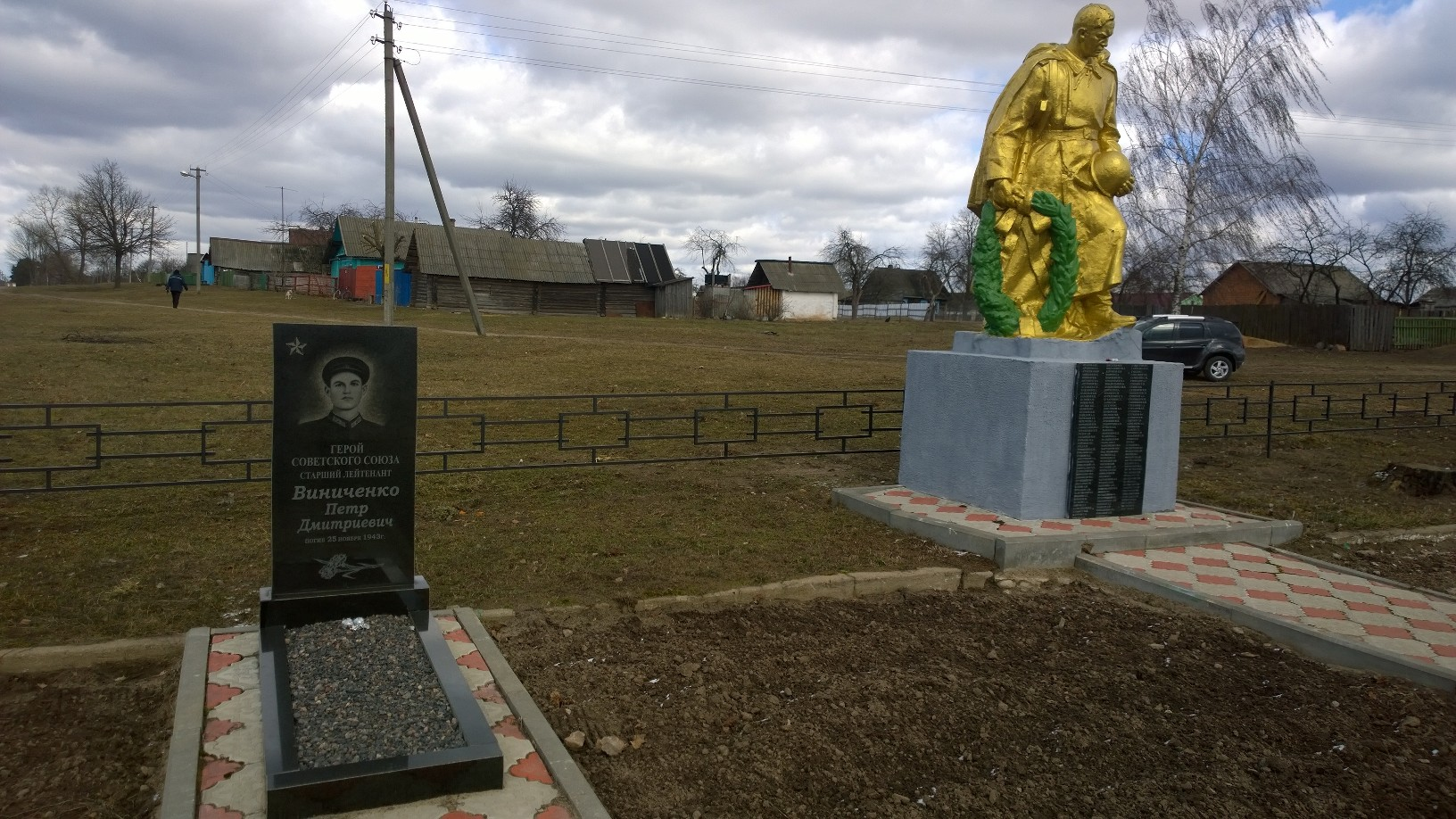
Братская могила в селе Селец

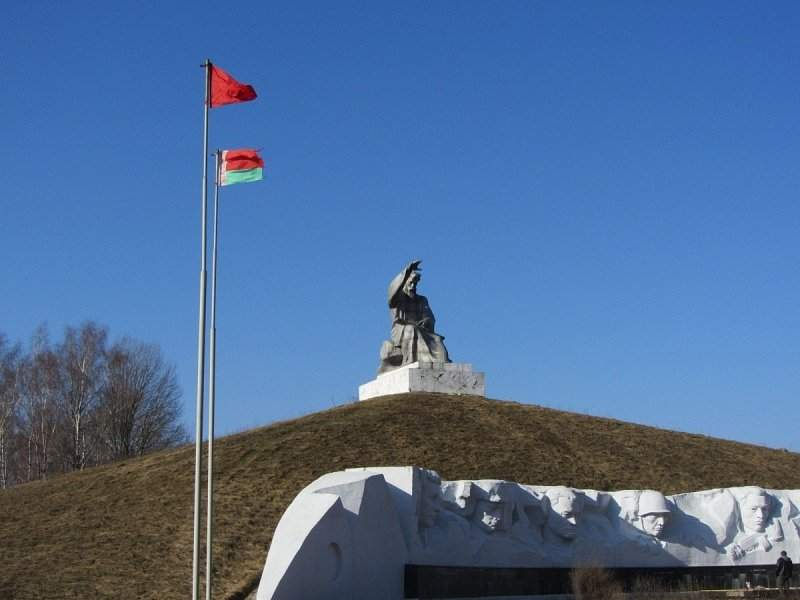
Мемориальный комплекс «Лудчицкая высота» около Лудчицы

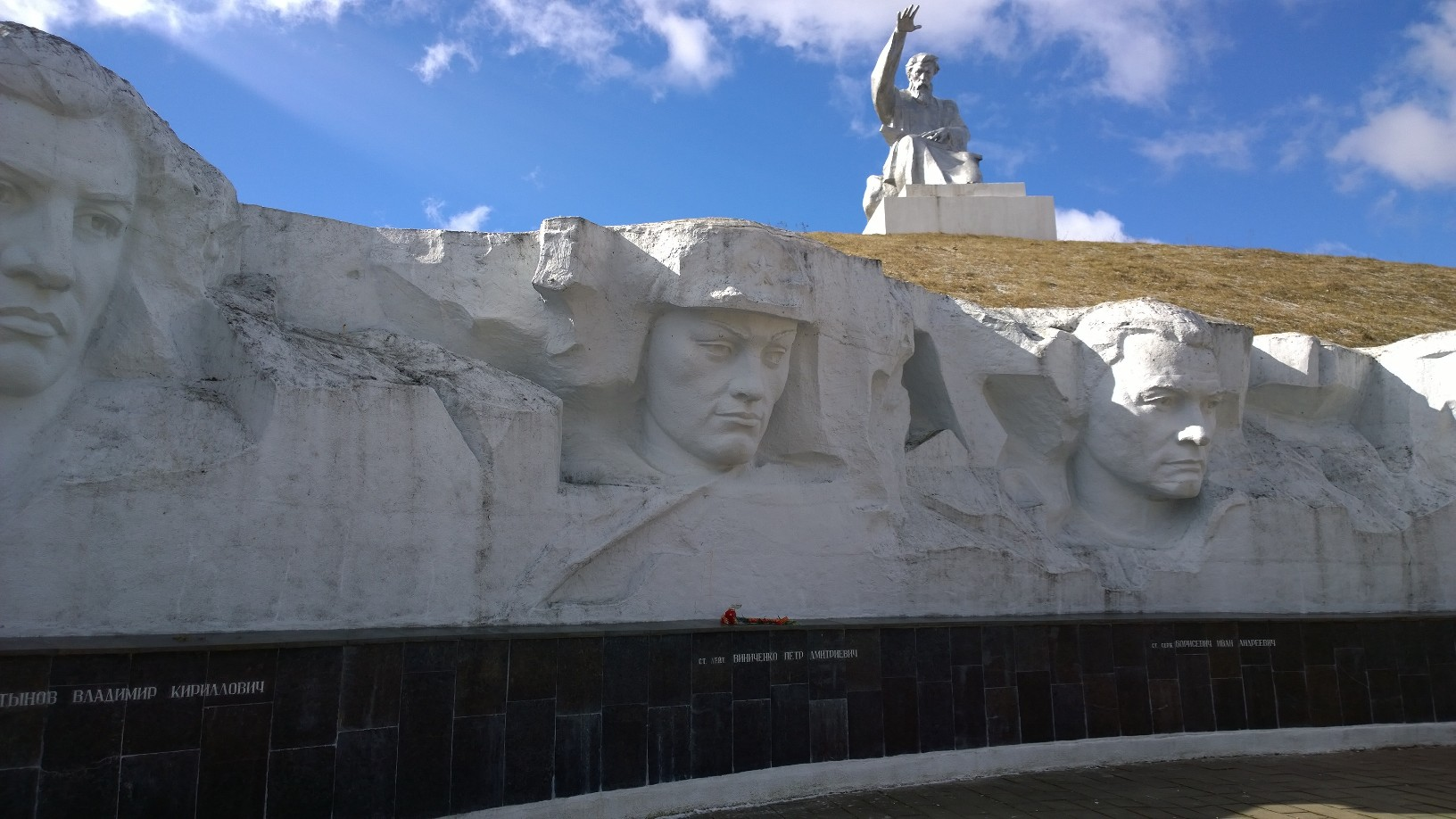
Барельеф Героя Советского Союза Петра Дмитриевича Виниченко на Кургане Славы «Лудчицкая высота»

## Награды и звания
- Медаль «За отвагу» от 23 августа 1943 года.
- Орден Отечественной войны I степени от 13 октября 1943 года.
- Орден Ленина от 3 июня 1944 года посмертно.
- Звание Героя Советского Союза присвоено 3 июня 1944 года посмертно.

## Память
- В 1965 году имя Героя было присвоено колхозу на его родине в селе Мартыновка Суджанского района Курской области.
- На стене мемориального комплекса «Лудчицкая высота» около Лудчицы Быховского района Могилёвской области Республики Беларусь указано имя и в камне высечен образ Героя с барельефами ещё пяти человек, которые отличились в боях с врагами на высоте 150.9 м и освобождении Быховщины, получивших звание Героя Советского Союза за бой на этой высоте.